# Glomus constrictum
Glomus constrictum är en svampart som beskrevs av Trappe 1977. Glomus constrictum ingår i släktet Glomus och familjen Glomeraceae.   Inga underarter finns listade i Catalogue of Life.